# Puy-Sanières
Puy-Sanières település Franciaországban, Hautes-Alpes megyében. Lakosainak száma 281 fő (2022. január 1.). Puy-Sanières Crots, Embrun, Puy-Saint-Eusèbe és Savines-le-Lac községekkel határos.

## Népesség
A település népességének változása:
| Lakosok száma | 78   | 31   | 106  | 204  | 232  | 257  | 283  | 273  | 267  | 281  |
|               | 1968 | 1982 | 1990 | 2006 | 2013 | 2015 | 2017 | 2019 | 2020 | 2022 |